# Лихтенштейн на зимних Олимпийских играх 2022
Лихтенштейн на зимних Олимпийских играх 2022 года будет представлен 2 спортсменами в двух дисциплинах лыжного спорта.

## Состав сборной
Горнолыжный спорт
1. Марко Пфиффнер

 Лыжные гонки
1. Нина Риденер

## Результаты соревнований

### Лыжные виды спорта

#### Горнолыжный спорт
Квалификация спортсменов для участия в Олимпийских играх осуществлялась на основании специального квалификационного рейтинга FIS по состоянию на 16 января 2022 года. При этом НОК для участия в Олимпийских играх мог выбрать только того спортсмена, который вошёл в топ-500 олимпийского рейтинга в своей дисциплине, и при этом имел определённое количество очков, согласно квалификационной таблице. Страны, не имеющие участников в числе 500 сильнейших спортсменов, могли претендовать только на квоты категории «B» в технических дисциплинах. По итогам квалификационного отбора сборная Лихтенштейна стала обладателем одной олимпийской лицензии.
Мужчины
| Соревнование     | Спортсмены     | Скоростной спуск/ 1 спуск | Скоростной спуск/ 1 спуск | Слалом/ 2 спуск | Слалом/ 2 спуск | Всего   | Место | Отставание |
| Соревнование     | Спортсмены     | Время                     | Место                     | Время           | Место           | Всего   | Место | Отставание |
| ---------------- | -------------- | ------------------------- | ------------------------- | --------------- | --------------- | ------- | ----- | ---------- |
| скоростной спуск | Марко Пфиффнер | Не проводится             | Не проводится             | Не проводится   | Не проводится   | 1:45.79 | 28    | +3.10      |
| супергигант      | Марко Пфиффнер | Не проводится             | Не проводится             | Не проводится   | Не проводится   | 2:23.66 | 28    | +3.72      |
| комбинация       | Марко Пфиффнер | 1:45.11                   | 13                        | 51.29           | 9               | 2:36.40 | 11    | +4.97      |

#### Лыжные гонки
Квалификация спортсменов для участия в Олимпийских играх осуществлялась на основании специального квалификационного рейтинга FIS по состоянию на 16 января 2022 года. Для получения олимпийской лицензии категории «A» спортсменам необходимо было набрать определённое количество очков, согласно квалификационной таблице. При этом каждый НОК может заявить на Игры 1 мужчину и 1 женщины, если они выполнили квалификационный критерий «B», по которому они смогут принять участие в спринте и гонках на 10 км для женщин или 15 км для мужчин. По итогам квалификационного отбора сборная Лихтенштейна стала обладателем одной лицензии.
Женщины
Дистанционные гонки
| Соревнование              | Спортсмены   | Результат | Место | Отставание |
| ------------------------- | ------------ | --------- | ----- | ---------- |
| 10 км классическим стилем | Нина Риденер | 33:49.0   | 69    | +5:42.7    |
| скиатлон 7,5+7,5 км       | Нина Риденер | 52:55.1   | 57    | +8:41.4    |